# Masiela Lusha
Masiela Lusha, née le 23 octobre 1985 à Tirana, est une actrice et auteur américano-albanaise. Elle accède à la reconnaissance et au statut internationaux en interprétant le personnage de Carmen Lopez dans la sitcom à succès mondial Une famille du tonnerre (George Lopez), de 2001 à 2006.
La série George Lopez terminée, Masiela Lusha poursuit sa carrière avec succès au cinéma, avec de bons résultats au box-office américain. Ses plus grands films indépendants sont : Blood: The Last Vampire (2006), Time of the Comet (2007), Muertas (2008).

## Filmographie
- 2000: Father's Love - Lisa
- 2001: Summoning - Grace
- 2001: Lizzie McGuire - Model
- 2002: Une famille du tonnerre - Carmen Lopez (101 épisodes)
- 2003: Clifford's Puppy Days - Nina (46 épisodes)
- 2004: Cherry Bomb - Kim
- 2005: Unscripted
- 2006: New York, section criminelle - Mira
- 2007: Time of the Comet - Agnes
- 2008: Blood: The Last Vampire - Sharon
- 2009: Ballad of Broken Angels: Harmony - Harmony
- 2009: Lopez Tonight
- 2010: Kill Katie Malone - Ginger
- 2010: Of Silence - Annabelle
- 2010: Signed in Blood - Nina
- 2011: Under the Boardwalk: The Monopoly Story
- 2011: Tough Business - Grace
- 2011: Science of Cool
- 2013: Orc Wars
- 2014 : Fatal instinct
- 2017 : Sharknado 5 : Global Swarming (téléfilm)

## Publications

### Poésie
- Inner Thoughts (1999)
- Drinking the Moon (2005)
- Amore Celeste (2009)
- The Call (2010)

### Prose
- The Besa (2008)

### Littérature enfantine
- Boopity Boop Writes Her First Poem (2010)
- Boopity Boop Goes to Hawaii (2011)